# Charlotte Engmann
Charlotte Engmann (* 16. September 1971 in Neuss) ist eine deutsche Schriftstellerin. Sie schreibt Romane und Kurzgeschichten der Genres Fantasy und Horror. 

## Leben
1973 zog ihre Familie mit ihr von Neuss nach Erftstadt-Liblar, wo sie erst die Donatus-Grundschule und anschließend das Ville-Gymnasium Erftstadt besuchte. Nach dem Abitur studierte sie einige Semester Germanistik, Anglistik und Geschichte an der Universität zu Köln. Im Anschluss absolvierte sie eine Ausbildung zur Verlagskauffrau. Sie lebt in Köln.
Schon als Kind hat sie sehr viel gelesen, vor allem die klassischen Märchen und Heldensagen, aber auch die Kinderbücher von Astrid Lindgren. Weitere wichtige Einflüsse waren Die unendliche Geschichte von Michael Ende und der Zeichentrickfilm Der Herr der Ringe, die ihre Liebe zur Fantasy weckten.
Ihre erste vollständige Kurzgeschichte verfasste sie im Winter 1992/1993. Ihre ersten Kurzgeschichten erschienen in der Legendensänger-Edition von Christel Scheja. Von 1994 bis 2001 gab sie selbst ein Fanzine heraus, das Vampir-Magazin Tales of Blood and Love, das insgesamt elf Ausgaben erreichte.
Seit dem Jahr 2000 veröffentlichte sie über dreißig Kurzgeschichten in Anthologien, zehn Einzeltitel (Romane, Geschichtensammlungen), sowie sieben Kurzromane in der Bastei-Reihe Schattenreich pulp magazine. 

## Werke

### Romane
- Entführung nach Alhalon, Dead Soft Verlag, 2001, 2. Aufl. 2004, ISBN 3-934-442-05-6
- Den Göttern versprochen, DSA-Roman, FanPro/Phoenix Verlag, 2002, ISBN 3-89064-579-8
- Kjartan, der Vitländer. VirPriV Verlag, Bad Oeynhausen 2004, ISBN 3-935327-51-X.
- Für eine Handvoll Seele, Hary-Productions, 2007, ISSN 1861-6054
- Sturmbrecher, zusammen mit Christel Scheja, dead soft verlag, 2007, ISBN 978-3-934442-37-5
- Liederkreis des Todes, Hary-Productions, 2008, ISSN 1614-3310
- Die Gralsdienerin, Edition Blauer Drache, 2009
- Dämonen über Luxemburg, Dead Soft Verlag, 2010, ISBN 978-3-934442-54-2
- Die Rechnung wird mit Blut bezahlt, Hary-Productions, 2012, ISSN 1861-6054

### Kurzromane
im Schattenreich pulp magazine von Bastei
- Oh, Du lieber Augustin, Okt. 2004
- Wiener Blut, Okt. 2004
- Ein afrikanisches Wiegenlied, Nov. 2004
- Bruder Jakob, Nov. 2004
- Todesmelodie, Dez. 2004
- Ein Schnitter namens Tod, Dez. 2004
- Blutige Hände, Aug. 2005

### Kurzgeschichten-Sammlungen
- 13 Blutstropfen, Edition Blauer Drache, 2009
- 12 Zauberzeichen, Edition Blauer Drache, 2009
- 11 Sonnenflecke, Edition Blauer Drache, 2010.
- Spiel mir das Lied vom Untod. Hrsg. v. Charlotte Engmann, Hary-Productions, 2013. ISSN 1861-6054 (Sammlung von Geschichten über Charlotte Engmanns Vampir Michail Vladescu mit Beiträgen von Bernard Craw, Christel Scheja u. a.)

### Kurzgeschichten
- Hüter der Schriften, Die letzte Bahn und ... mächtiger als das Schwert in Mit Klinge und Feder, hrsg. v. Petra Hartmann und Andrea Tillmanns, UlrichBurger-Verlag, 2013.
- Wenn Liebe Flügel verleiht, in Elfenschrift 21, März 2009
- Op de Dom in Mortus in Colonia, hg. v. Jan-Eike Hornauer, Wellhöfer Verlag, 2009
- Der Gefangene von Temnora in Gaylüste, dead soft verlag, 2009
- Eine andere Welt, in Elfenschrift 17, März 2008
- Was er isst in Der Treue geopfert, Arcanum Fantasy Verlag, 2008
- Café Karaganda in Dark Future, Romantruhe, 2008
- Ein Urteil aus alter Zeit in Creatures, Eloy Edictions, 2008
- Miss Abgrund in Satan GmbH & Co. KG, Lerato-Verlag, 2007
- Die Auserwählte in Flammende Seelen, Arcanum Fantasy Verlag, 2007
- Nur Fassade in Burgturm im Nebel, Schreiblust-Verlag, 2007
- Im Reich der Dryaden in Im Banne des Nachtwaldes, Lerato-Verlag, 2007
- Der Geisterweg, in Elfenschrift 12, Dezember 2006
- Nur Spielen in Liberate Me, Eloy Edictions, 2006
- Pilzgericht in Exzess, Lerato-Verlag, 2006
- Um Kopf und Kragen in Die Jenseitsapotheke, EDFC e.V., 2006
- Wenn Liebe Flügel verleiht in Weltenweber, Lerato-Verlag, 2006
- Der falsche König in Welt der Geschichten 1, Web-Site-Verlag, 2006
- Keuner ist krank in Herrenreiter 2006, dead soft verlag, 2006
- Bücherwurm in Bücher, mein Lebenselixier, Wort und Mensch-Verlag, 2006
- Ein Leben für den Fußball in Stimmen aus dem Abseits, Konkursbuch-Verlag, 2006